# Rosa Bonheur
Marie-Rosalie Bonheur (Bordeaux, 16 marzo 1822 – Thomery, 25 maggio 1899) è stata una pittrice francese.
Fu famosa sia in Francia che nel Regno Unito e negli Stati Uniti d'America. Come George Sand e Sarah Bernhardt fu un personaggio rappresentativo degli inizi del femminismo. Fu la prima donna a ricevere il titolo di Ufficiale della Legion d'Onore.

## Biografia

### La famiglia
Fu il padre di Rosa, il pittore Raymond Bonheur, a incoraggiare la passione dei figli per l'arte e a sostenere la loro ambizione di diventare degli artisti: saranno pittori Auguste e Juliette Bonheur, Isidore Bonheur sarà scultore, infine Rosa, pittrice e scultrice, che si specializzerà nella rappresentazione di animali. 
Sua madre, Sophie Marquis, detta la Marchesa, di padre sconosciuto, era stata adottata da un ricco commerciante di Bordeaux, Jean-Baptiste Dublan de Lahet. A Rosa piaceva immaginare che il mistero delle sue origini nascondesse qualche segreto di Stato, e ch'ella fosse in realtà di sangue reale, ma oggi si sa che Dublan de Lahet era in effetti il suo vero nonno.

### Il periodo giovanile e la formazione
Trascorse parecchi anni in campagna, a Château Grimont (Quinsac), dove si fece la fama di un maschio mancato; fama che l'accompagnò per tutta la vita e che lei non cercò mai di smentire, portando i capelli corti e fumando dei sigari Avana. Omosessuale, ebbe nella vita due passioni: una per Nathalie Micas, incontrata nel 1837 (Rosa aveva a quel tempo quattordici anni e Nathalie dodici), che divenne pittrice come lei e dalla quale Rosa non si separò mai sino alla morte di lei, avvenuta nel 1889; l'altra, dopo la scomparsa di Nathalie, per la pittrice statunitense Anna Klumpke, con la quale Rosa visse dieci anni, fino alla morte, e che divenne sua erede universale.
Paradossalmente, la vita eccentrica che Rosa Bonheur conduceva non fece scandalo in un'epoca peraltro molto attenta alle convenzioni. Rosa Bonheur dovette comunque richiedere alle autorità di polizia l'autorizzazione a vestirsi da uomo - o più esattamente a indossare i pantaloni - per frequentare le fiere di bestiame (Autorizzazione di travestimento e di abbigliamento maschile, rinnovabile ogni sei mesi presso la Prefettura di Parigi).

### I riconoscimenti
Allieva di suo padre, partecipa per la prima volta al Salon, con un quadro intitolato Deux lapins, nel 1841. Nel 1845 ottenne una medaglia di terza classe per la sua opera Labourage e nel 1848 una medaglia d'oro per Taureaux et bœufs. L'anno seguente espose il quadro Aratura nelle campagne di Nevers, oggi esposto al Museo d'Orsay, e nel 1853 Il mercato di cavalli, oggi al Metropolitan Museum of Art di New York, con il quale raggiunse quella fama internazionale che le permise di compiere diversi viaggi, nel corso dei quali verrà presentata a personalità altolocate, quali la regina Vittoria e l'imperatrice Eugenia, o ancora il colonnello Cody (Buffalo Bill), che le offrirà un'autentica panoplia dei Sioux.
Nel 1859, si stabilì a By, zona viticola del comune di Thomery (Seine-et-Marne), dove allestì il suo atelier e organizzò gli spazi per i suoi animali.

Fu la prima donna artista francese ad essere insignita del titolo di cavaliere della Légion d'honneur nel 1865, ricevendolo dalle mani della stessa imperatrice Eugenia de Montijo.
Rosa Bonheur morì a 77 anni, il 25 maggio del 1899 nel Castello di By e fu sepolta a Parigi nel cimitero di Père-Lachaise.

I quadri, gli acquarelli, i bronzi e le incisioni presenti nel suo studio, così come la sua collezione personale, furono venduti alla galleria Georges Petit, a Parigi, nel 1900. Oggi l'atelier di Rosa Bonheur è aperto al pubblico come Musée de l'atelier Rosa Bonheur di By, a Thomery, nei pressi della foresta di Fontainebleau.
L'imperatrice Eugenia visitò l'atelier di Rosa Bonheur à Thomery in due occasioni: una prima volta il 14 giugno 1864 e una seconda nel 1865, per conferirle la Legion d'onore. Una delle due visite è immortalata in un'incisione su legno tratta da un disegno di Auguste Victor Deroy (1825-1906) e conservata nel Castello di Fontainebleau.

## Premi e titoli
In occasione del Salon del 1855, dove presentò "La Fienagione in Auvergne", la Giuria dei premi dichiarò: « Con decisione speciale, M.lle Rosa Bonheur e M.me Herbelin, avendo ottenuto tutte le medaglie che si possono conferire agli artisti, godranno in avvenire delle prerogative alle quali il loro eminente talento dà diritto. Le loro opere saranno esposte senza essere esaminate preventivamente dalla Giuria.»
- 1845, Medaglia di 3ª classe (Paesaggi e Animali).
- 1848, Medaglia di 1ª classe.

## Omaggi
- La via "Rosa Bonheur", nel 15° arrondissement di Parigi, è stata nominata in suo onore nel 1900, così come il Collegio "Rosa Bonheur" di Châtelet-en-Brie, la scuola elementare di Magny-les-Hameaux e una scuola materna a Montceau-les-Mines. Sono state inoltre intitolate a suo nome diverse strade. A Thomery, a Melun, a Fontainebleau, a Nizza, a Bordeaux, a La Rochelle, a Belfort.
- Una scultura che la rappresenta, eseguita da Gaston Veuvenot Leroux, è stata posta nel Giardino pubblico di Bordeaux, sua città natale.

## Opere principali
- "Studio per un leone", c.1840.
- "Studio per una mucca", 1840.

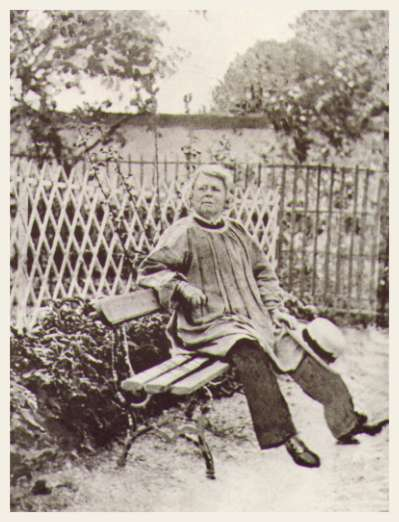
Fotografia di Rosa Bonheur nel suo giardino, c.1885

- "Aratura presso Nevers", 1849.
- "I cani Sultano e Rosetta", 1852.
- "La fiera dei cavalli", 1853.
- "Aratura presso Nevers", Museo d'Orsay. 1855.
- "La raccolta del fieno", c.1860.
- "Vitelli", 1879.
- "Cambio di cavalli per la caccia", 1887.
- "I Pirenei", Museo di Évreux. N.D.
- "Ritratto di Sultano e Saida", due leoni del domatore François Bidel. N.D.
- "Laghetto nella pianura". N.D.

## Galleria d'immagini

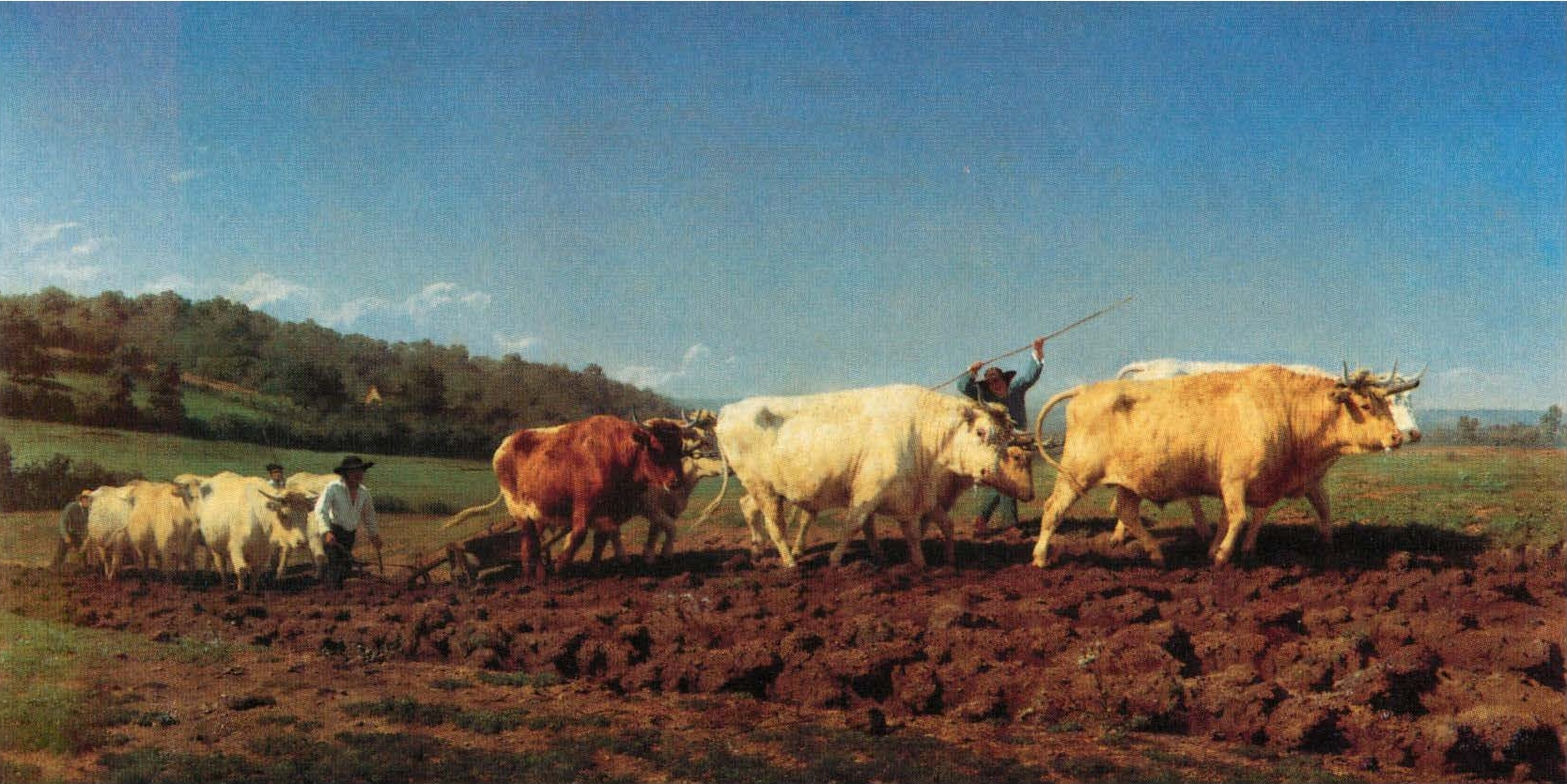
Arare nel Nivernais: la concimatura delle viti. 1849.
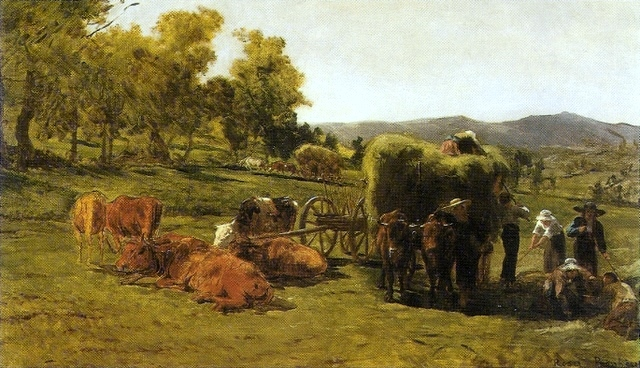
La raccolta del fieno. c.1860.
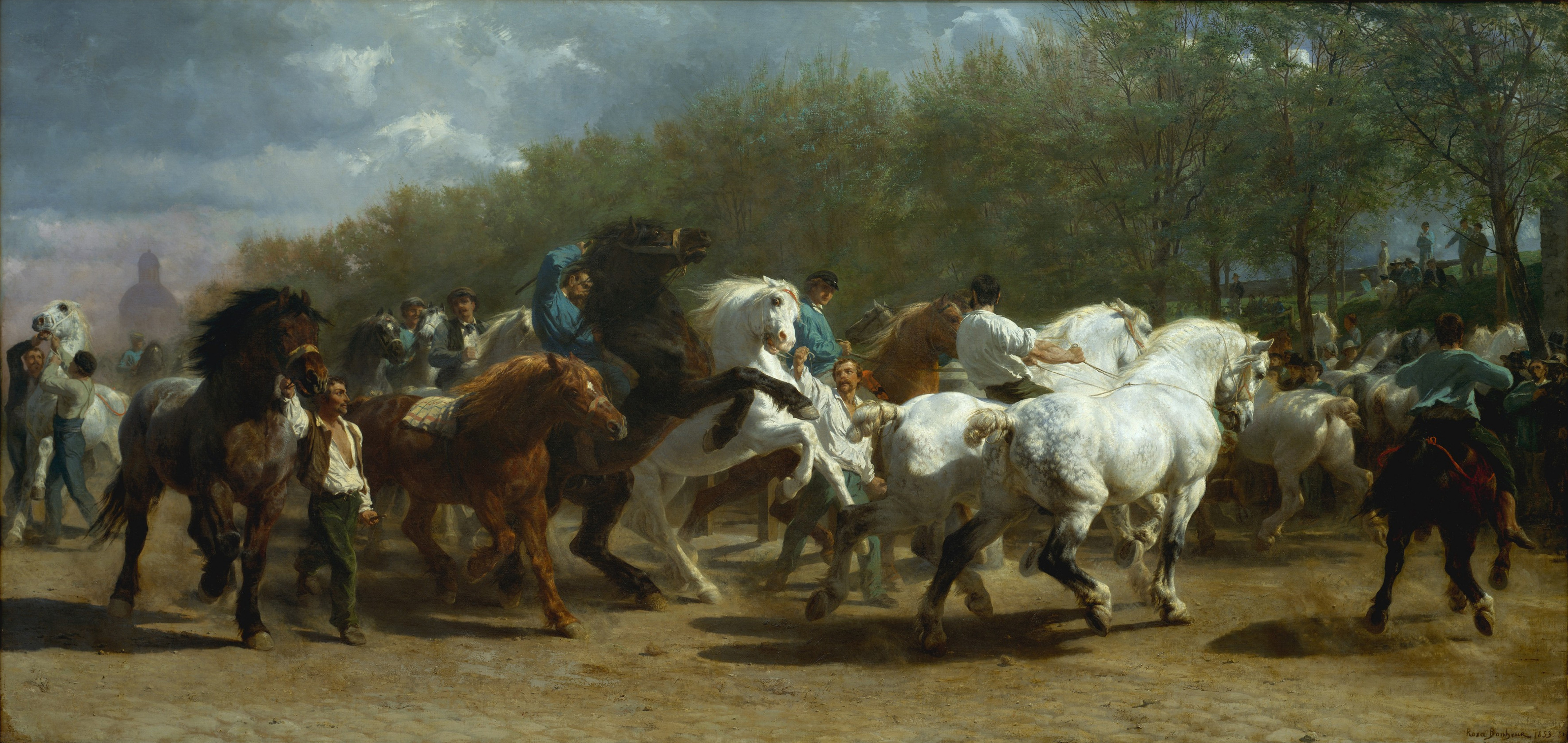
La fiera dei cavalli. 1853.

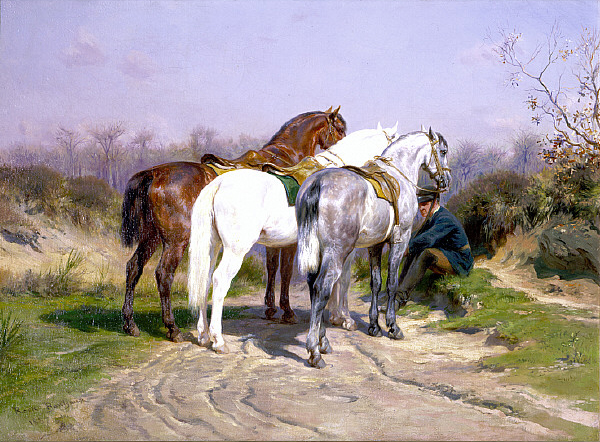
Cambio di cavalli per la caccia. 1887.
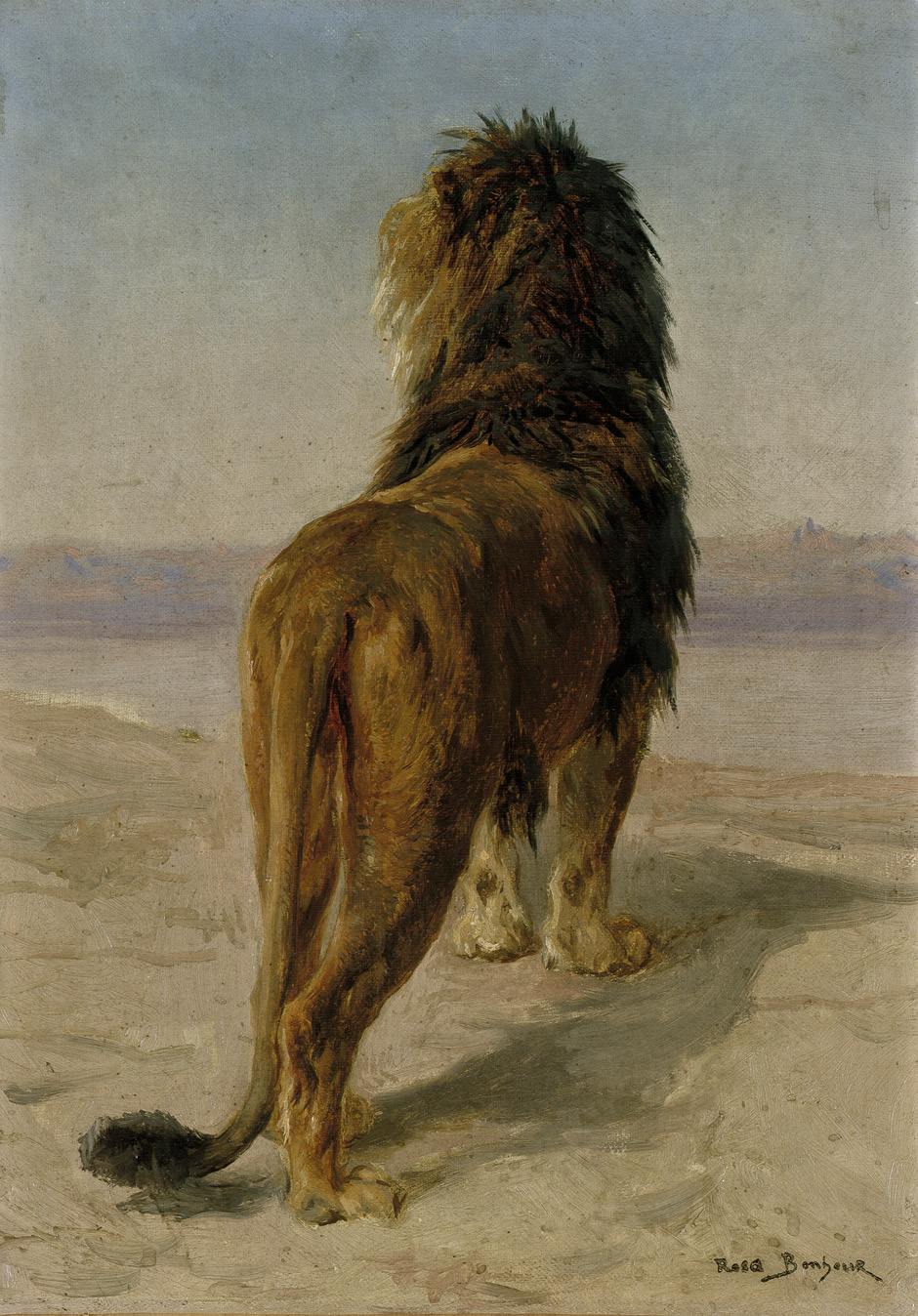
Leone. c.1840
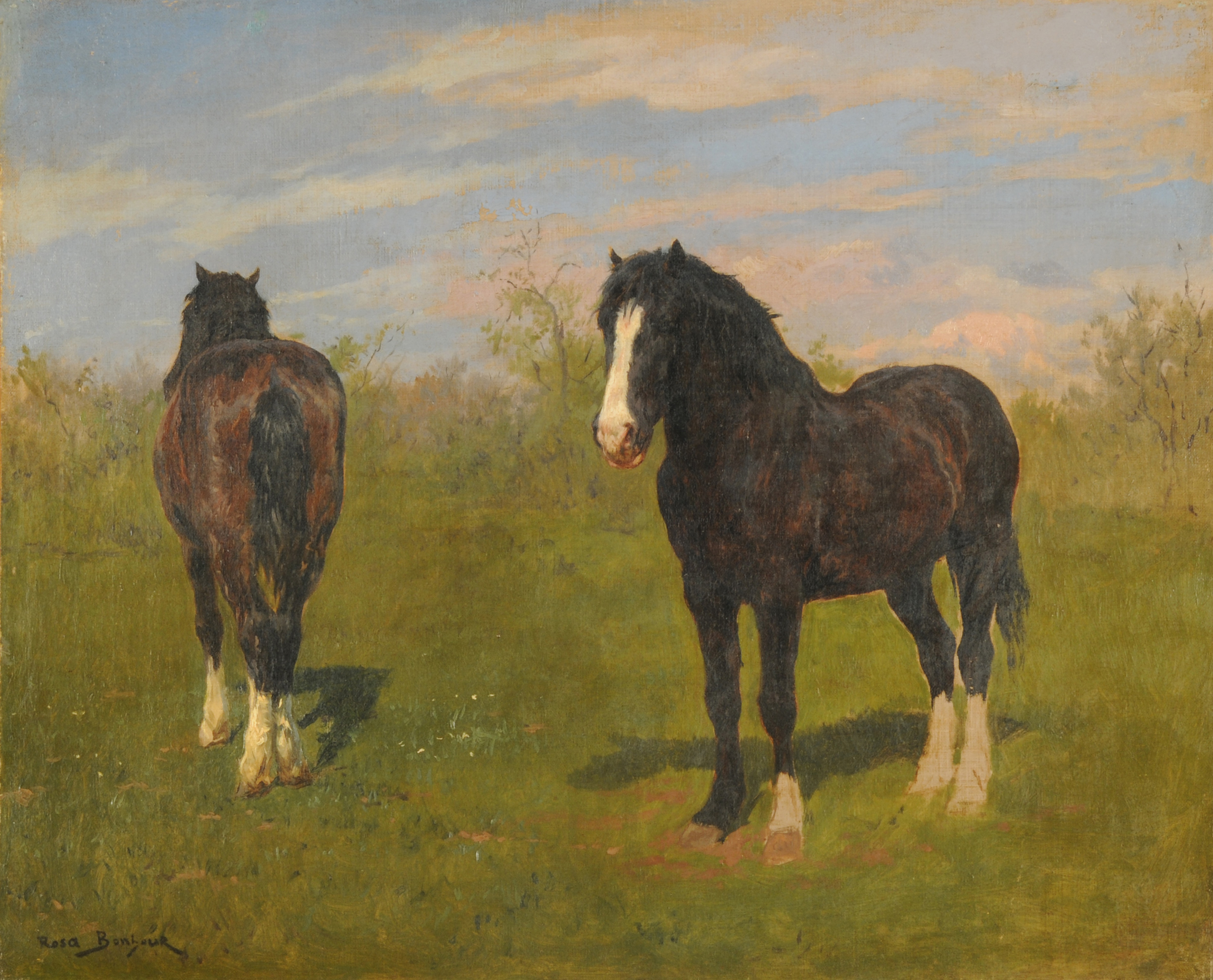
Caballos pastando.